# Силикањана (Лука)
Силикањана је насеље у Италији у округу Лука, региону Тоскана.
Према процени из 2011. у насељу је живело 318 становника. Насеље се налази на надморској висини од 507 м.